# Blanca Romero
Blanca Romero Ezama (Gijón, 2 maggio 1976) è un'attrice spagnola.

## Biografia
Appassionata di moda, a diciassette anni si trasferisce a Madrid e due anni dopo a Parigi. Qui lavora per famose aziende, tra cui la Givenchy.
Partecipa all'Expo 2008 di Saragozza, posando nuda per Elle e denunciando la grave situazione dell'acqua.
Tra il 2008 e il 2009 partecipa alla serie tv di Antena 3 Fisica o chimica, con il ruolo della conturbante professoressa di filosofia Irene Calvo. Nel 2012 è protagonista, con Marco Foschi e Simone Montedoro, della fiction di Rai 1 L'isola, spin-off di Gente di mare.
Nel 1997 nasce sua figlia Lucia. Dal 2001 al 2004 è stata sposata con il torero Cayetano Rivera Ordóñez.

## Filmografia

### Cinema
- After, regia di Alberto Rodríguez (2009)
- Fin, regia di Jorge Torregrossa (2012)

### Televisione
- Fisica o chimica (Física o Química) - serie TV, 48 episodi (2008-2009, 2011)
- L'isola - serie TV, 12 episodi (2012)
- Il sospetto (Bajo sospecha) - serie TV (2015-2016) - Laura Cortés/Laura González Sampietro

## Doppiatrici italiane
- Daniela Calò in Fisica o chimica
- Domitilla D'Amico ne L'isola
- Ilaria Latini ne Il sospetto

## Programmi televisivi
- Puntodoc (2008)
- El club de Flo (2008)
- Las mañanas de Cuatro (2008)
- Supermodelo (2008)

## Video musicali
- Les Olvidados (2008)

## Riconoscimenti
- Premio Cosmopolitan "Fun Fearless Female" per la migliore attrice protagonista per After (2009)
- Premio Goya per la migliore attrice rivelazione per After (2010)